# Príslop (1557 m)
Príslop (1557 m) – szczyt w Niżnych Tatrach na Słowacji. Znajduje się w południowym grzbiecie Dereszy (Dereše, 2004 m), opadającym do Doliny Górnego Hronu. Grzbiet ten oddziela dwie doliny. Po zachodniej stronie jest to Vajskovská dolina, po wschodniej Bystrá dolina. Príslop znajduje się pomiędzy Dereszami a Pálenicą (1653 m). Od Dereszy oddziela go sedlo Príslop (ok. 1510 m).
Słowo príslop jest pochodzenia wołoskiego i oznacza przełęcz. W nazewnictwie ludowym jest powszechnie spotykane w Karpatach (w różnych odmianach). Występuje również w Polsce w spolszczonej wersji jako przysłop lub przysłup. Zastosowanie tego słowa do nazwania szczytu to już dzieło autorów map, którzy z pobliskiej przełęczy przenieśli nazwę na wznoszący się nad nią szczyt.
Szczyt Príslopu porasta las, jednak na zachodnich, opadających do Vajkovskiej doliny stokach znajdują się duże polany. Wschodnimi stokami, omijając szczyt Príslopu prowadzi szlak turystyczny.

## Szlak turystyczny
rozdroże Stupka – Mesiačik – Baba – Pálenica – Príslop – sedlo Príslop – Dereše. Czas przejścia: 5.05 h, ↓ 3.40 h